# Зоя (візантійська імператриця)
Зоя (грец. Ζωή, 978 — червень 1050 у Константинополі) — правляча візантійська імператриця з 21 квітня по 12 червня 1042 року (разом з її сестрою Феодорою).
Зоя була дочкою візантійського імператора Костянтина VIII та, ймовірно, принцесою, яку обіцяли в дружини імператору Оттону III. Однак весілля внаслідок його ранньої смерті не відбулося. По смерті батька у 1028 році вона одружується із престарілим сенатором Романом ІІІ Аргиром, продовжуючи цим македонську імператорську династію. У квітні 1034 її чоловіка втопили. Зоя знову одружується, можливо з реалізатором вбивства, наступним імператором Михайлом IV Пафлагонським. Однак шлюб не був щасливим. Її змусили всиновити племінника чоловіка, який по смерті Михайла IV у 1041 році став наступним імператором. Михайло V пробує її заслати у монастир (18/19 квітня 1041), що закінчується повстанням і скиненням його з трону. Після цього Зою та її молодшу сестру Феодору проголошено імператрицями. Після трьох місяців їхнього правління Зоя одружується із Костянтином IX Мономахом, який і перебирає владні обов'язки на себе.
Цариця Зоя померла 1050 року в 72-річному віці після нетривалої агонії. Її поховали у збудованій нею константинопольській церкві Христа Антіфоніта.
Вшанована на Поверсі спадщини Джуді Чикаго.